# Dorian Missick
Dorian Crossmond Missick (East Orange, 15 gennaio 1976) è un attore statunitense.

## Biografia
Nato a East Orange, è cresciuto a North Plainfield, nel New Jersey.

## Carriera
È noto per il ruolo di Damian Henry nella serie televisiva Six Degrees - Sei gradi di separazione.
Dal 2020 al 2021 è nel cast principale della serie TV For Life.

## Vita privata
Dal febbraio 2012 è sposato con l'attrice Simone Missick.

## Filmografia

### Cinema
- Shaft, regia di John Singleton (2000)
- Two Weeks Notice - Due settimane per innamorarsi (Two Weeks Notice), regia di Marc Lawrence (2002)
- The Manchurian Candidate, regia di Jonathan Demme (2004)
- Il colore del crimine (Freedomland), regia di Joe Roth (2006)
- Mama's Boy, regia di Tim Hamilton (2007)
- Rachel sta per sposarsi (Rachel Getting Married), regia di Jonathan Demme (2008)
- Il cacciatore di ex (The Bounty Hunter), regia di Andy Tennant (2010)
- Things Never Said, regia di Charles Murray (2013)
- Annie - La felicità è contagiosa (Annie), regia di Will Gluck (2014)
- Liberaci dal male (Deliver Us from Evil), regia di Scott Derrickson (2014)
- Brian Banks - La partita della vita (Brian Banks), regia di Tom Shadyac (2018)
- Monster, regia di Anthony Mandler (2018)
- The Burial - Il caso O'Keefe (The Burial), regia di Maggie Betts (2023)
- Shirley - In corsa per la Casa Bianca (Shirley), regia di John Ridley (2024)

### Televisione
- Law & Order - I due volti della giustizia (Law & Order) – serie TV, 2 episodi (2001-2004)
- Law & Order - Unità vittime speciali (Law & Order: Special Victims Unit) – serie TV, episodio 3x04 (2001)
- NYPD - New York Police Department – serie TV, episodio 9x04 (2001)
- Buffy l'ammazzavampiri (Buffy) – serie TV, episodio 7x19 (2003)
- CSI: NY – serie TV, episodio 1x04 (2004)
- Six Degrees - Sei gradi di separazione (Six Degrees) – serie TV, 13 episodi (2006-2007)
- Numb3rs – serie TV, episodio 4x17 (2008)
- Bones – serie TV, episodio 5x10 (2009)
- Sons of Anarchy – serie TV, episodio 3x01 (2010)
- The Cape – serie TV, 10 episodi (2011)
- Haven – serie TV, 7 episodi (2012-2015)
- Southland – serie TV, 18 episodi (2012-2013)
- Lenox Avenue – serie TV, 8 episodi (2012-2013)
- Being Mary Jane – serie TV, episodio 1x06 (2014)
- The Brink – serie TV, episodi 1x04-1x05 (2015)
- Better Call Saul – serie TV, episodi 1x03-1x04 (2015)
- The Good Wife – serie TV, episodio 6x21 (2015)
- Animal Kingdom – serie TV, 6 episodi (2016-2017)
- Zoe Ever After – serie TV, 8 episodi (2016)
- Elementary – serie TV, episodi 5x05-5x09 (2016)
- Lucifer – serie TV, episodio 1x11 (2016)
- Tell Me a Story – serie TV, 8 episodi (2018-2019)
- Luke Cage – serie TV, 4 episodi (2018)
- Unsolved – serie TV, episodio 1x02 (2018)
- For Life – serie TV, 23 episodi (2020-2021)
- All Rise – serie TV, episodi 1x21-2x17 (2020-2021)
- Ribelle (Rebel) – serie TV, episodi 1x04-1x05 (2021)

### Videogiochi
- Crime Life: Gang Wars (2005) - voce
- Grand Theft Auto: Vice City Stories (2006) - voce

## Doppiatori italiani
Nelle versioni in italiano delle opere in cui ha recitato, Dorian Missick è stato doppiato da:
- Alessandro Messina in Better Call Saul, The Good Wife, Elementary, Unsolved
- Alberto Angrisano in Law & Order - I due volti della giustizia (ep. 11x14), Bones
- Franco Mannella in Six Degrees - Sei gradi di separazione, Il cacciatore di ex
- Andrea Lavagnino in Mama's Boy, Brian Banks - La partita della vita
- Simone Mori in Rachel sta per sposarsi, Annie - La felicità è contagiosa
- Massimo Bitossi in For Life, Shirley - In corsa per la Casa Bianca
- Marco De Risi in Buffy l'ammazzavampiri
- Roberto Draghetti in CSI: NY
- Alessandro Quarta in Numb3rs
- Marco Vivio in Southland
- Nanni Baldini in Liberaci dal male
- Guido Di Naccio in The Brink
- Andrea Mete in Animal Kingdom
- Alessandro Ballico in Lucifer
- Alessandro Budroni in Luke Cage
- Carlo Petruccetti in Tell Me a Story
- Simone D'Andrea in All Rise
- Fabrizio Dolce in The Burial - Il caso O'Keefe